# Schiedea salicaria
Schiedea salicaria är en nejlikväxtart som beskrevs av Wilhelm B. Hillebrand.
Schiedea salicaria ingår i släktet Schiedea och familjen nejlikväxter. Inga underarter finns listade i Catalogue of Life.

## Bildgalleri

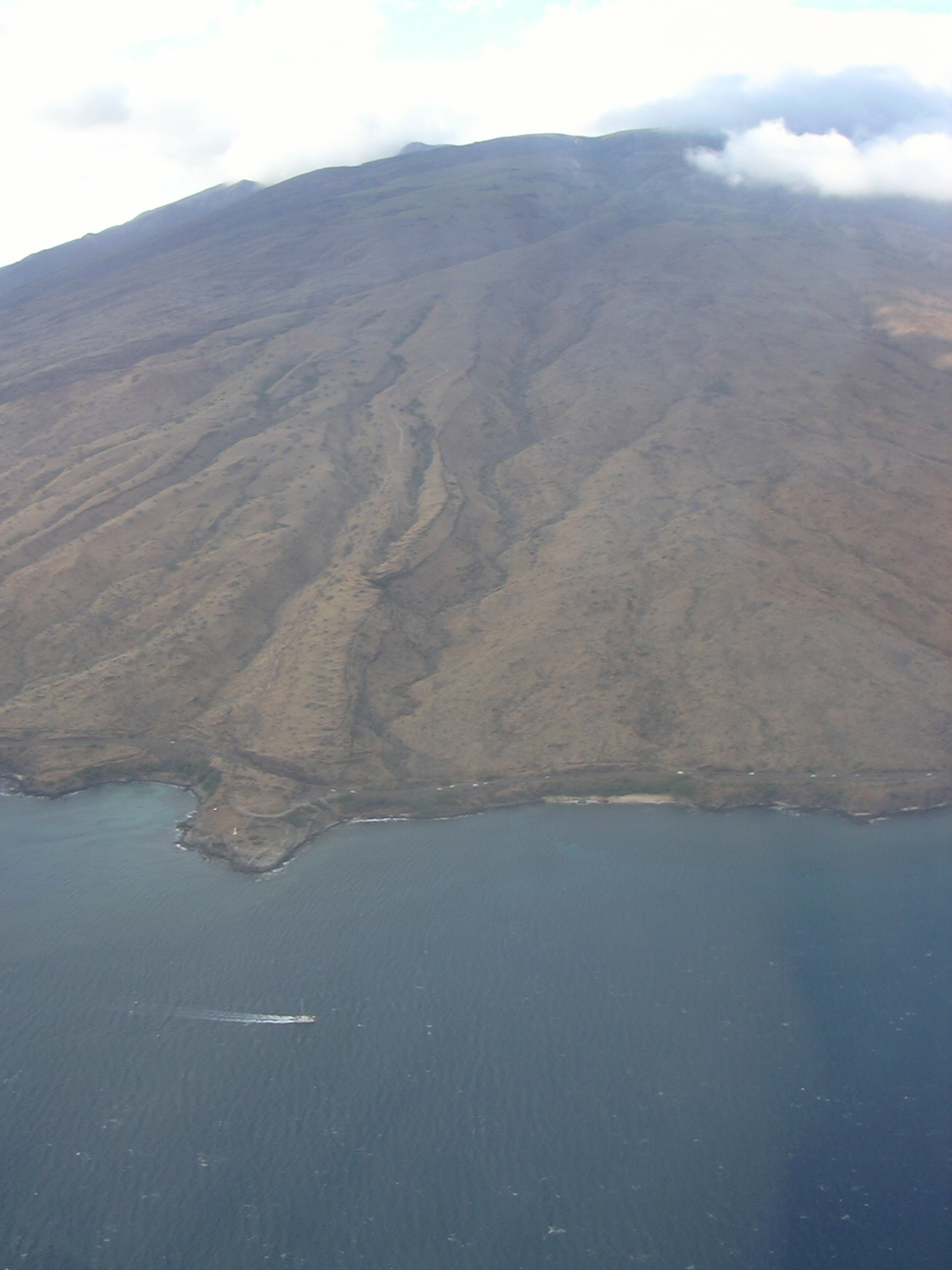
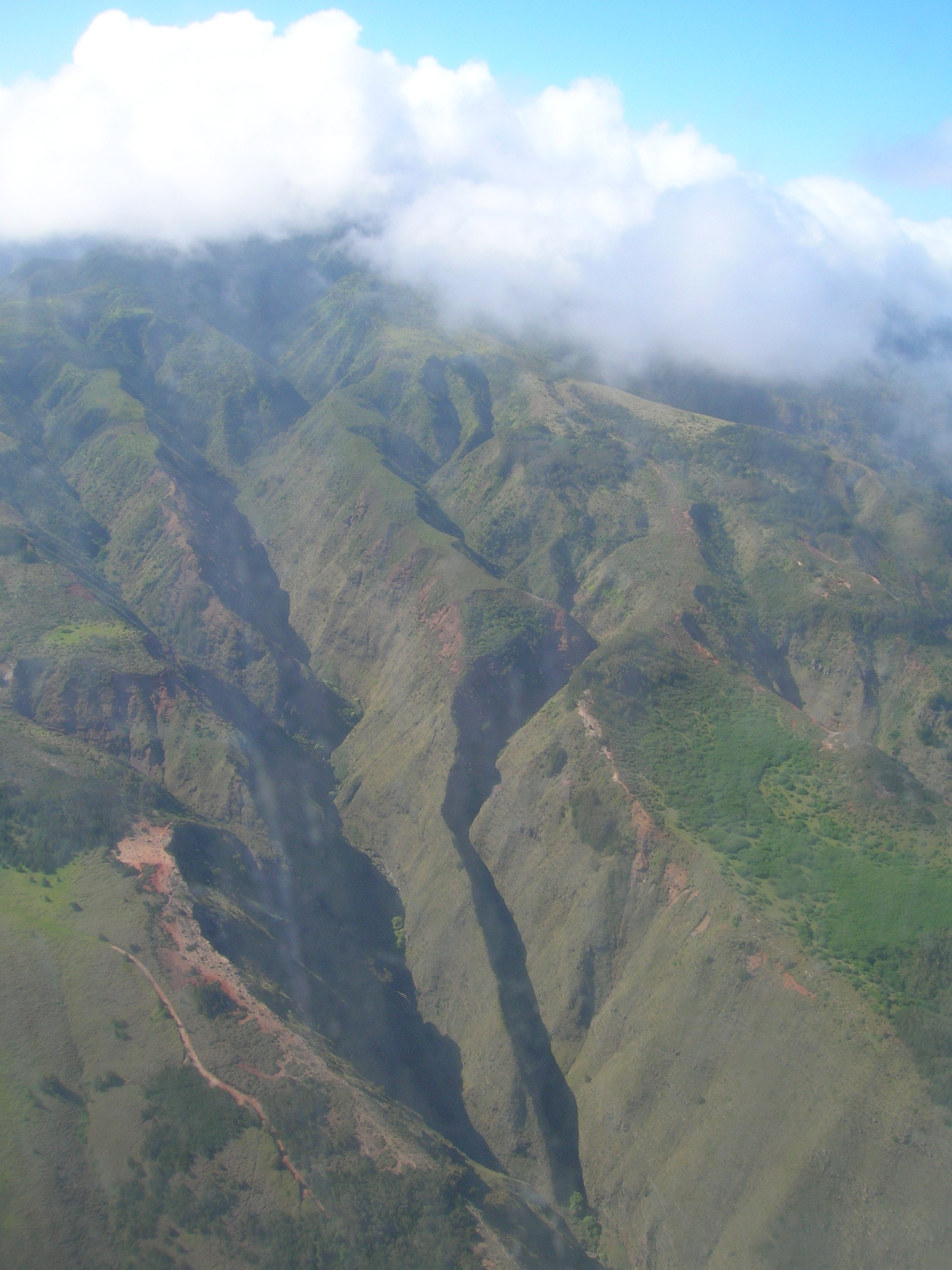
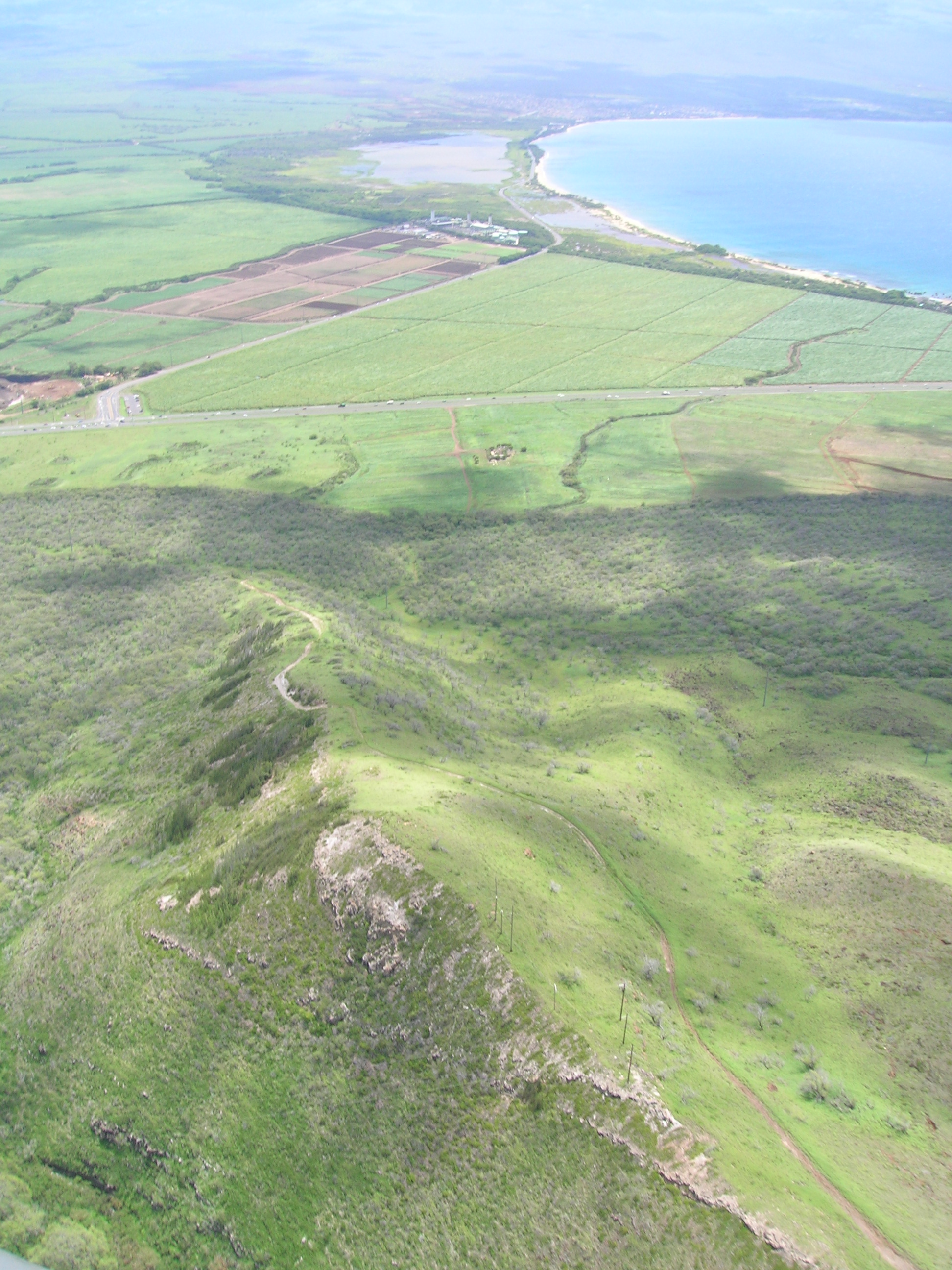